# Lespielle
Lespielle est une commune française, située dans le département des Pyrénées-Atlantiques en région Nouvelle-Aquitaine.

## Géographie

### Localisation
La commune de Lespielle se trouve dans le département des Pyrénées-Atlantiques, en région Nouvelle-Aquitaine.
Elle se situe à 33 km par la route de Pau, préfecture du département, et à 30 km de Serres-Castet, bureau centralisateur du canton des Terres des Luys et Coteaux du Vic-Bilh dont dépend la commune depuis 2015 pour les élections départementales.
La commune fait en outre partie du bassin de vie de Lembeye.
Les communes les plus proches sont : 
Castillon (1,5 km), Escurès (1,9 km), Gayon (2,3 km), Arricau-Bordes (2,4 km), Lalongue (3,7 km), Simacourbe (3,8 km), Lembeye (3,8 km), Séméacq-Blachon (3,9 km).
Sur le plan historique et culturel, Lespielle fait partie de la province du Béarn, qui fut également un État et qui présente une unité historique et culturelle à laquelle s’oppose une diversité frappante de paysages au relief tourmenté.

### Communes limitrophes
Les communes limitrophes sont  Castillon, Escurès, Gayon, Lalongue et Simacourbe.
|          | Gayon      | Castillon |
| Lalongue | Lespielle  | Escurès   |
|          | Simacourbe |           |

### Hydrographie

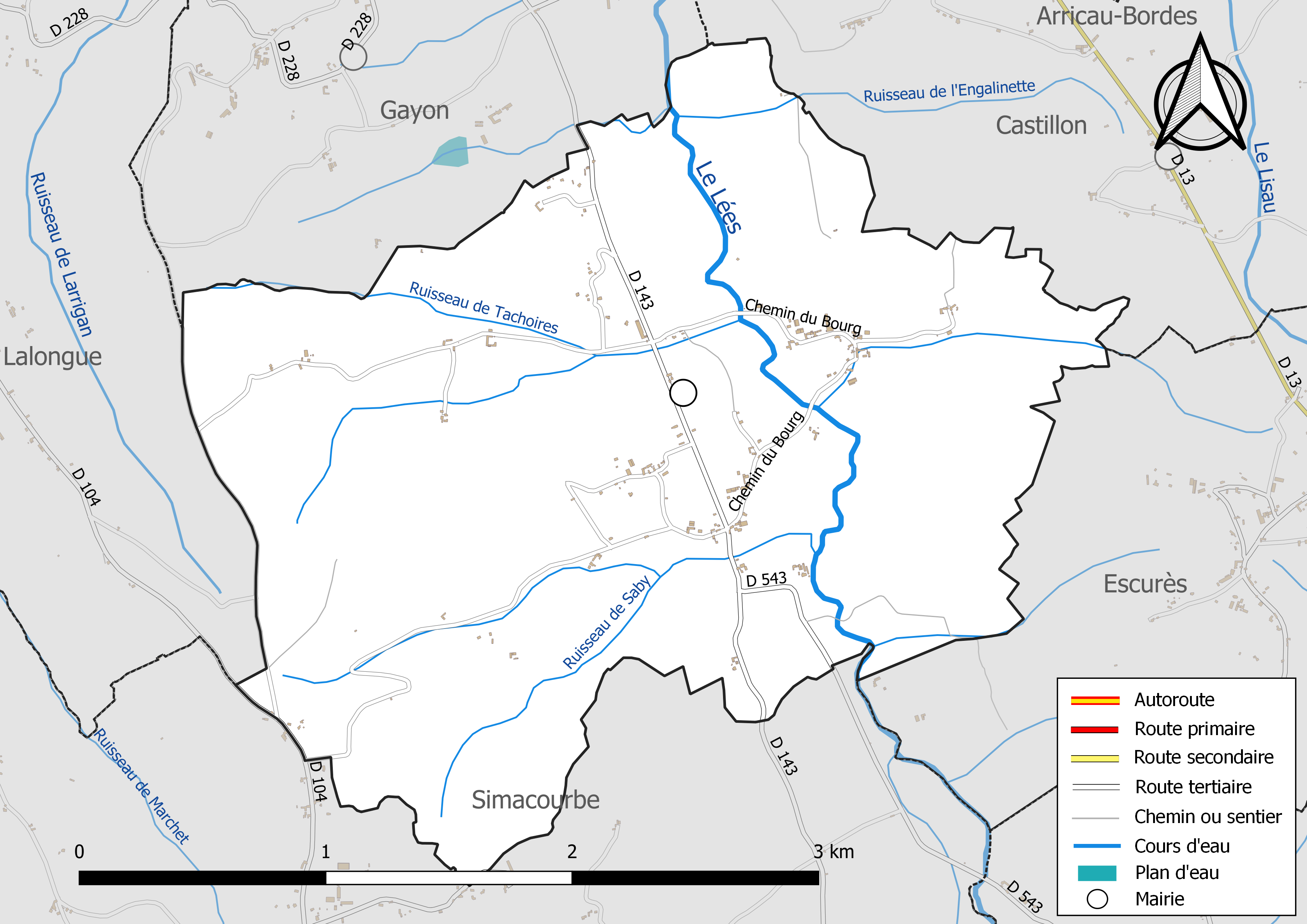
Réseaux hydrographique et routier de Lespielle.

La commune est drainée par le Léez, le ruisseau de l'Engalinette, le ruisseau de Saby, le ruisseau de Tachoires et par divers petits cours d'eau, constituant un réseau hydrographique de 13 km de longueur totale,.
Le Léez (56 km) prend sa source dans la commune de Gardères, s'écoule du sud vers le nord et traverse le territoire communal dans sa partie est. Il se jette dans l'Adour à Barcelonne-du-Gers, après avoir traversé 31 communes.

### Climat
Pour des articles plus généraux, voir Climat de la Nouvelle-Aquitaine et Climat des Pyrénées-Atlantiques.
Historiquement, la commune est dans une zone de transition entre les climats océaniques aquitain et montagnard.  
En 2020, Météo-France publie une typologie des climats de la France métropolitaine dans laquelle la commune est exposée à un climat de montagne et est dans une zone de transition entre les régions climatiques « Aquitaine, Gascogne » et « Pyrénées atlantiques »0.
Pour la période 1971-2000, la température annuelle moyenne est de 13 °C, avec une amplitude thermique annuelle de 14,7 °C. Le cumul annuel moyen de précipitations est de 1 131 mm, avec 11,5 jours de précipitations en janvier et 7,9 jours en juillet. Pour la période 1991-2020, la température moyenne annuelle observée sur la station météorologique la plus proche, située sur la commune de Mont-Disse à 9 km à vol d'oiseau, est de 13,9 °C et le cumul annuel moyen de précipitations est de 1 010,8 mm,. Pour l'avenir, les paramètres climatiques de la commune estimés pour 2050 selon différents scénarios d’émission de gaz à effet de serre sont consultables sur un site dédié publié par Météo-France en novembre 2022.

### Milieux naturels et biodiversité

#### Espaces protégés
La protection réglementaire est le mode d’intervention le plus fort pour préserver des espaces naturels remarquables et leur biodiversité associée,.
Un  espace protégé est présent sur la commune : 
le « coteau de Lembeye », un terrain acquis (ou assimilé) par un conservatoire d'espaces naturels,, d'une superficie de 97,5 ha.

#### Réseau Natura 2000
Le réseau Natura 2000 est un réseau écologique européen de sites naturels d'intérêt écologique élaboré à partir des Directives « Habitats » et « Oiseaux », constitué de zones spéciales de conservation (ZSC) et de zones de protection spéciale (ZPS).
Un site Natura 2000 a été défini sur la commune au titre de la « directive Habitats » : les « coteaux de Castetpugon, de Cadillon et de Lembeye », d'une superficie de 220 ha, présentant des pelouses calcaires riches en orchidées et autres plantes rares régionalement, globalement bien conservées,.

#### Zones naturelles d'intérêt écologique, faunistique et floristique
L’inventaire des zones naturelles d'intérêt écologique, faunistique et floristique (ZNIEFF) a pour objectif de réaliser une couverture des zones les plus intéressantes sur le plan écologique, essentiellement dans la perspective d’améliorer la connaissance du patrimoine naturel national et de fournir aux différents décideurs un outil d’aide à la prise en compte de l’environnement dans l’aménagement du territoire.
Une ZNIEFF de type 1 est recensée sur la commune, : 
les « pelouses à orchidées de Burosse-Mendousse, Castetpugon, Cadillon et Castillon » (86,99 ha), couvrant 6 communes du département et une ZNIEFF de type 2,, : 
les « coteaux calcaires du Béarn » (461,36 ha), couvrant 20 communes du département.

## Urbanisme

### Typologie
Au 1er janvier 2024, Lespielle est catégorisée commune rurale à habitat très dispersé, selon la nouvelle grille communale de densité à sept niveaux définie par l'Insee en 2022.
Elle est située hors unité urbaine. Par ailleurs la commune fait partie de l'aire d'attraction de Pau, dont elle est une commune de la couronne,. Cette aire, qui regroupe 227 communes, est catégorisée dans les aires de 200 000 à moins de 700 000 habitants,.

### Occupation des sols

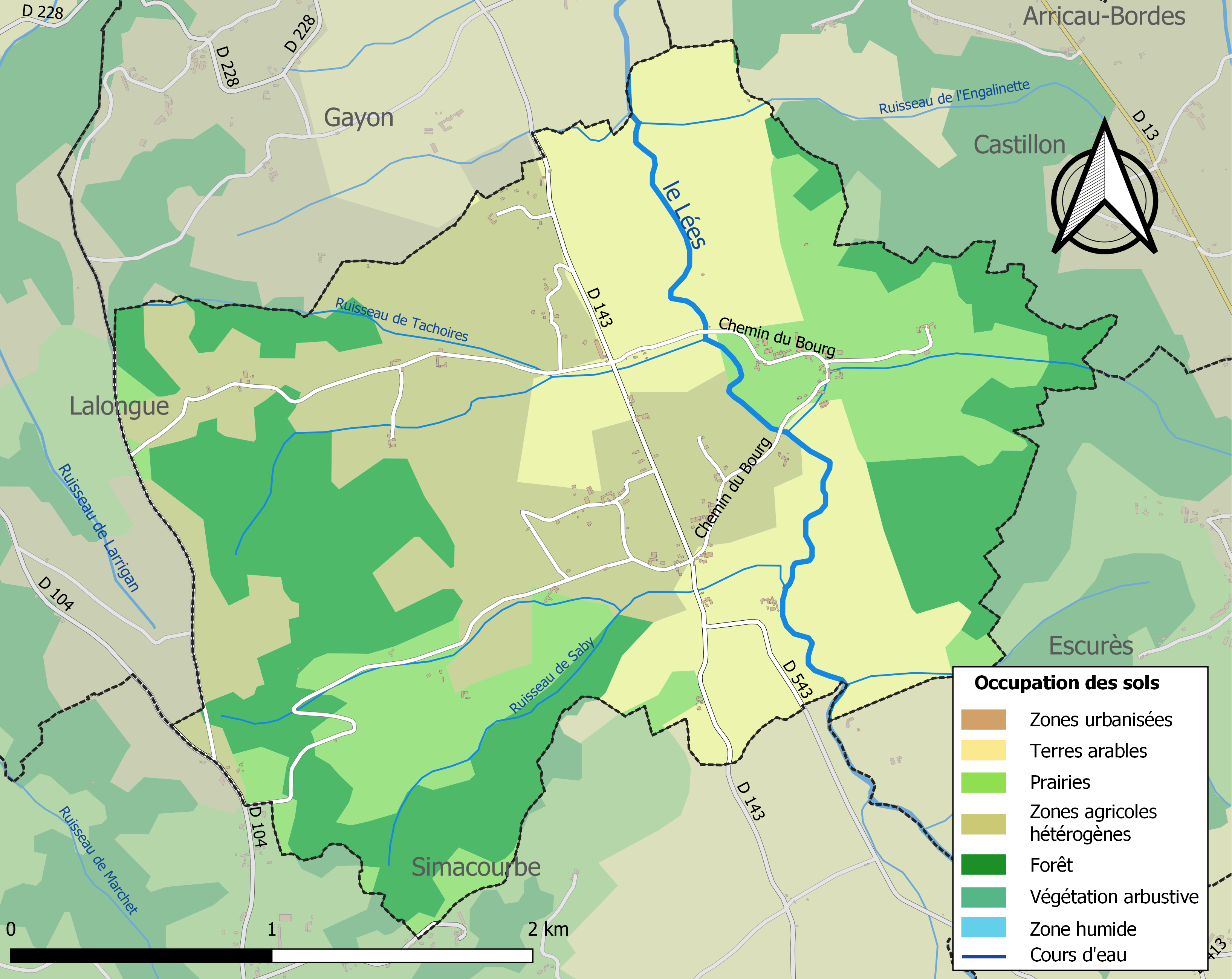
Carte des infrastructures et de l'occupation des sols de la commune en 2018 (CLC).

L'occupation des sols de la commune, telle qu'elle ressort de la base de données européenne d’occupation biophysique des sols Corine Land Cover (CLC), est marquée par l'importance des territoires agricoles (74,5 % en 2018), une proportion identique à celle de 1990 (74,5 %). La répartition détaillée en 2018 est la suivante : 
zones agricoles hétérogènes (29,5 %), terres arables (26,4 %), forêts (25,5 %), prairies (18,6 %). L'évolution de l’occupation des sols de la commune et de ses infrastructures peut être observée sur les différentes représentations cartographiques du territoire : la carte de Cassini (XVIIIe siècle), la carte d'état-major (1820-1866) et les cartes ou photos aériennes de l'IGN pour la période actuelle (1950 à aujourd'hui).

### Lieux-dits et hameaux
- Aragon ;
- Germenaud ;
- Lannegrasse.

### Voies de communication et transports
Elle est desservie par les routes départementales 143 et 543.

### Risques majeurs
Le territoire de la commune de Lespielle est vulnérable à différents aléas naturels : météorologiques (tempête, orage, neige, grand froid, canicule ou sécheresse), inondations et séisme (sismicité modérée). Il est également exposé à un risque technologique,  le transport de matières dangereuses. Un site publié par le BRGM permet d'évaluer simplement et rapidement les risques d'un bien localisé soit par son adresse soit par le numéro de sa parcelle.

#### Risques naturels
Certaines parties du territoire communal sont susceptibles d’être affectées par le risque d’inondation par une crue à  débordement lent de cours d'eau, notamment le Léez. La commune a été reconnue en état de catastrophe naturelle au titre des dommages causés par les inondations et coulées de boue survenues en 1982, 1988, 2009 et 2021,.

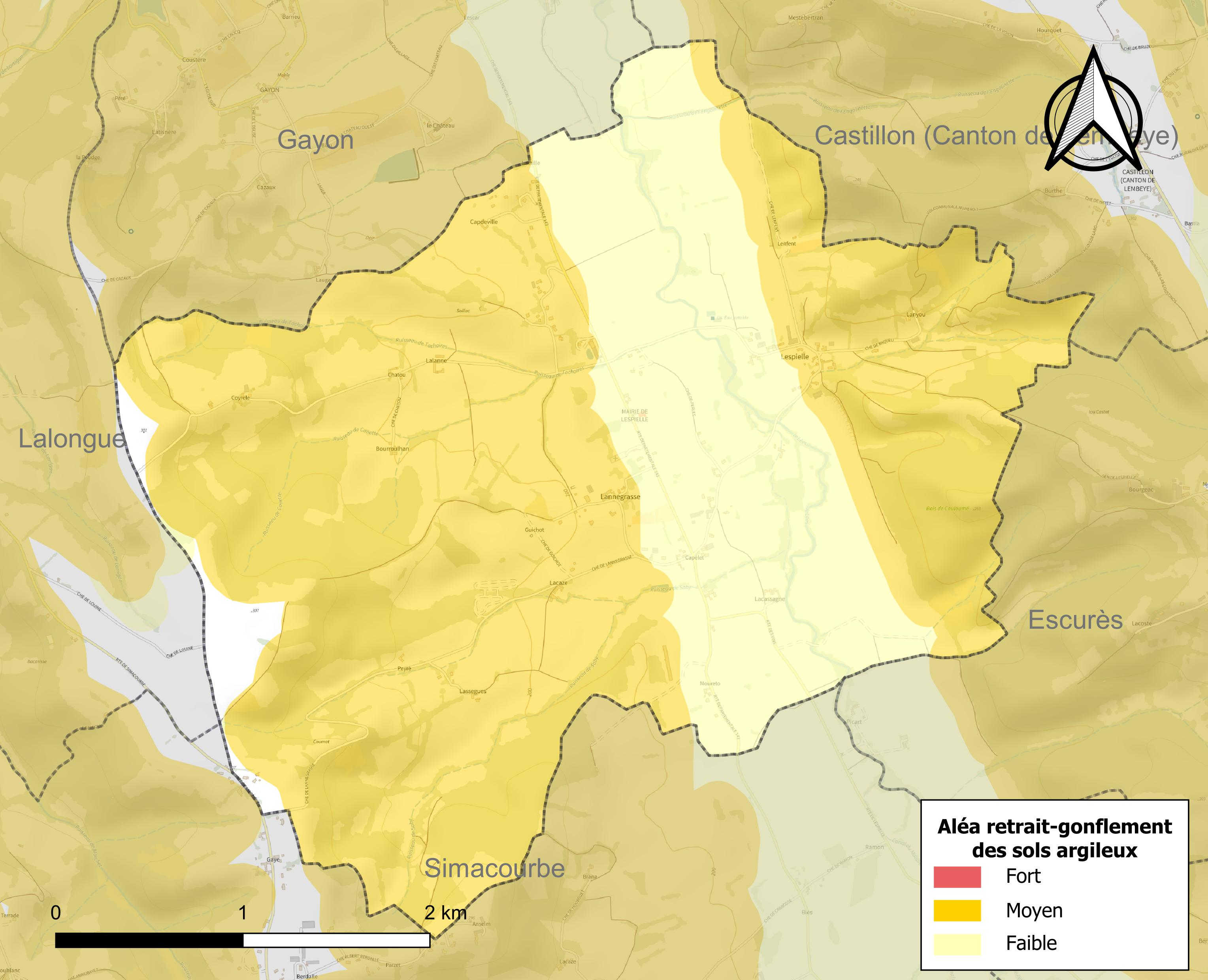
Carte des zones d'aléa retrait-gonflement des sols argileux de Lespielle.

Le retrait-gonflement des sols argileux est susceptible d'engendrer des dommages importants aux bâtiments en cas d’alternance de périodes de sécheresse et de pluie. 71,2 % de la superficie communale est en aléa moyen ou fort (59 % au niveau départemental et 48,5 % au niveau national). Depuis le 1er octobre 2020, en application de la loi ELAN, différentes contraintes s'imposent aux vendeurs, maîtres d'ouvrages ou constructeurs de biens situés dans une zone classée en aléa moyen ou fort,.

## Toponymie
Le toponyme Lespielle apparaît sous les formes 
Lespiele et Laspiele (respectivement 1385 et 1402, censier de Béarn), 
Laspiela (vers 1540, réformation de Béarn) et 
Lespielle-Germenaud-Lannegrasse lors de la réunion de Germenaud et Lannegrasse à Lespielle.
Le toponyme Germenaud apparaît sous les formes 
Germenau et Germanau (respectivement 1385 et XIVe siècle, censier de Béarn), 
Germenaut (1683, réformation de Béarn) et 
Germenand (1801, Bulletin des Lois).
Le toponyme Lannegrasse apparaît sous les formes 
Villa quœe Lanagrassa vocatur (XIe siècle, cartulaire de l'abbaye de Saint-Pé), 
Lane-Grasse (1385, censier de Béarn), 
Lanegrace (1538, réformation de Béarn) et 
Lannegrace (1793 ou an II).
Aragon, désignant une ferme de la commune, est mentionné en 1863 dans le dictionnaire topographique Béarn-Pays basque.

## Histoire
Paul Raymond note que Lespielle comptait une abbaye laïque, vassale de la vicomté de Béarn. En 1385, Lespielle comptait dix-huit feux, Germenaud dix et Lannegrasse six. Toutes trois dépendaient du bailliage de Lembeye. La baronnie de Germenaud, érigée au XVIIe siècle était également vassale de la vicomté de Béarn. Lannegrasse était une dépendance du marquisat de Gassion.
La commune s'est appelée Lespielle-Germenaud-Lannegrasse à partir de 1833 jusqu'au 25 août 1978 après la fusion de Lespielle, Germenaud et Lannegrasse.

## Politique et administration
| Période                                  | Période | Identité          | Étiquette | Qualité |
| ---------------------------------------- | ------- | ----------------- | --------- | ------- |
| 1995                                     | 2008    | Lucien Boy        |           |         |
| 2008                                     | 2014    | Bernard Marchenay |           |         |
| Les données manquantes sont à compléter. |         |                   |           |         |

### Intercommunalité
Lespielle fait partie de trois structures intercommunales :
- la Communauté de communes du Nord-Est Béarn ;
- le syndicat d’énergie des Pyrénées-Atlantiques ;
- le syndicat intercommunal d’alimentation en eau potable (SIAEP) du Vic-Bilh Montanérès.

## Population et société

### Démographie
L'évolution du nombre d'habitants est connue à travers les recensements de la population effectués dans la commune depuis 1793. Pour les communes de moins de 10 000 habitants, une enquête de recensement portant sur toute la population est réalisée tous les cinq ans, les populations de référence des années intermédiaires étant quant à elles estimées par interpolation ou extrapolation. Pour la commune, le premier recensement exhaustif entrant dans le cadre du nouveau dispositif a été réalisé en 2004.

En 2022, la commune comptait 152 habitants, en évolution de −3,8 % par rapport à 2016 (Pyrénées-Atlantiques : +3,78 %, France hors Mayotte : +2,11 %).
| 1793 | 1800 | 1821 | 1831 | 1836 | 1841 | 1846 | 1851 | 1856 |
| ---- | ---- | ---- | ---- | ---- | ---- | ---- | ---- | ---- |
| 126  | 102  | 138  | 382  | 388  | 389  | 377  | 386  | 378  |

| 1861 | 1866 | 1872 | 1876 | 1881 | 1886 | 1891 | 1896 | 1901 |
| ---- | ---- | ---- | ---- | ---- | ---- | ---- | ---- | ---- |
| 341  | 324  | 319  | 309  | 275  | 256  | 234  | 242  | 251  |

| 1906 | 1911 | 1921 | 1926 | 1931 | 1936 | 1946 | 1954 | 1962 |
| ---- | ---- | ---- | ---- | ---- | ---- | ---- | ---- | ---- |
| 243  | 239  | 220  | 210  | 197  | 208  | 182  | 162  | 149  |

| 1968 | 1975 | 1982 | 1990 | 1999 | 2004 | 2006 | 2009 | 2014 |
| ---- | ---- | ---- | ---- | ---- | ---- | ---- | ---- | ---- |
| 125  | 143  | 155  | 152  | 140  | 149  | 159  | 132  | 154  |

| 2019 | 2022 | - | - | - | - | - | - | - |
| ---- | ---- | - | - | - | - | - | - | - |
| 150  | 152  | - | - | - | - | - | - | - |

Lespielle fait partie de l'aire d'attraction de Pau.

## Économie
La commune fait partie de la zone d'appellation d'origine contrôlée (AOC) du Béarn.

## Culture locale et patrimoine

### Patrimoine civil
Une ancienne abbaye laïque du XVIe siècle est située près de l'ancienne église de Lespielle.
La commune présente un ensemble de fermes des XVIIIe et XIXe siècles ainsi qu'un moulin du XIXe siècle.

### Patrimoine religieux
Lannegrasse possédait une église (Notre-Dame) qui fut détruite en 1899, tout comme celle de Germenaud (Saint-Barthélémy) et celle de Lespielle (Saint-Martin), lors de la réunion des trois paroisses de Lespielle, Germenaud et Lannegrasse. Une nouvelle église (Saint-Denis) fut alors construite à Lannegrasse entre 1902 et 1907. Celle-ci recèle des objets inscrits à l'inventaire général du patrimoine culturel.